# Frank Battig
Frank Battig (* 5. Dezember 1935 in Graz; † 30. September 2015 in Wien) war ein österreichischer Fechter und Moderner Fünfkämpfer.

## Erfolge
Bei den Weltmeisterschaften im Modernen Fünfkampf 1954 in Budapest erreichte die österreichischen Mannschaft mit Frank Battig den sechsten Platz, der nicht noch einmal erreicht wurde (Stand 2021). In der Einzelwertung wurde er Neunzehnter. Frank Battig, der für den UWK Graz aktiv war, startete bei den Olympischen Spielen 1960 in Rom im Modernen Fünfkampf und belegte den 39. Platz in der Einzelwertung sowie den zwölften Platz in der Mannschaftswertung. Bei den Olympischen Spielen 1968 in Mexiko-Stadt trat er im Degenfechten an, wo die österreichische Mannschaft den neunten Rang erreichte.
1962 war er österreichischer Einzelmeister im Degenfechten. In der Mannschaftswertung gewann er 1960, 1962, 1963, 1967 und 1972. Battig war promoviert.

## Auszeichnungen
1996 erhielt er das Sportverdienstzeichen des Bundeslandes Steiermark in Gold.